# Megyery Ella
Györffy Aladárné Megyery Ella, teljes nevén: Megyery Gizella Mária Rózsa Norbertina (Balassagyarmat, 1889. március 18. – Bad Aibling, NSZK, 1962. március 9.) újságíró, író, szerkesztő, Megyery Sári színésznő nővére.

## Életútja
Megyery István (1859–1931) ügyész, jogi író és tótváradgyai Kornis Sarolta első gyermekeként született. Az első világháború idején tűnt fel az irodalmi színtéren mint költő, A Hét és az Uj idők című lapok közölték verseit. Ezután mint újságíró 1941-ig a Pesti Hírlap belső munkatársa volt, 1936 és 1939 között pedig az Ünnep c. képes hetilapot szerkesztette. Számtalan helyen megfordult a világban: Európát és Észak-Afrikát is bejárta, útjairól cikkekben és könyvekben közölte beszámolóit. Külföldi nevezetességekről szóló tudósításai, interjúi, tárcái a Magyarságban jelentek meg. 1944-ben Nyugatra távozott, előbb Portugáliában élt, majd az NSZK-ban telepedett le. Jobboldali beállítottságúként szimpatizált a fasiszta mozgalmakkal. Cikkei megjelentek 1947 és 1949 között a landshuti Hungaria, 1953–54-ben pedig a müncheni Új Hungaria lapokban. 1959–61-ben utóbbinak a mellékletét, a Magyar Könyvbarátokat is szerkesztette.

## Művei
- Konfessió (versek, Budapest, 1917)
- A Világvándora hercegnő. Hét országon keresztül (Útirajzok, Budapest, 1928)
- Római notesz (Budapest, 1929)
- Istenek, fáraók, emberek (útleírás, Budapest, 1935)
- Velencei notesz (Budapest, 1937)
- Budapesti notesz (Budapest, 1937)
- Franco Spanyolországában (Budapest, 1938)
- Ejtőernyős villámháború (Budapest, 1941)